# Drink or Die
DrinkOrDie (DoD) – grupa crackerska działająca w latach 90., rozpowszechniająca pirackie oprogramowanie.
Zlikwidowana 11 grudnia 2001 roku w wyniku operacji policyjnej zwanej Operation Buccaneer, która była skierowana przeciwko łamiącym prawa autorskie członkom grupy. DoD nie czerpała korzyści majątkowych ze swojej działalności. Grupa, początkowo tworzona jedynie przez studentów, była również wspierana przez pracowników firm programistycznych, dzięki którym wyciekały kopie nowego oprogramowania oraz inne dane w postaci cyfrowej. DoD była także aktywnie zaangażowana w nielegalną wymianę plików z innymi grupami.
DrinkOrDie została założona w 1993 w Moskwie przez Rosjanina o pseudonimie "deviator" oraz jego kolegi znanego jako "CyberAngel". W 1995 roku grupa miała zasięg światowy.
Jedną z największych "dokonań" grupy było udostępnienie w Internecie systemu operacyjnego Windows 95 na dwa tygodnie przed jego oficjalnym wydaniem przez Microsoft. Grupa znana jest także z opublikowania w 1999 roku, na kilka tygodni przed powstaniem DeCSS, programu Speed Ripper, służącego do łamania zabezpieczeń płyt DVD. Aktywność DrinkOrDie została ograniczona po roku 1996 a w roku 2000 grupa ta nie była już uważana za znaczącą na scenie warezowej.